# Nototriche lanata
Nototriche lanata är en malvaväxtart som beskrevs av Arthur William Hill. Nototriche lanata ingår i släktet Nototriche och familjen malvaväxter. Inga underarter finns listade i Catalogue of Life.